# Unleash the Fire
Unleash the Fire è il sedicesimo album della band heavy metal statunitense Riot V, il primo col nuovo nome.

## Tracce
1. Ride Hard Live Free - 4:44
2. Metal Warrior - 4:41
3. Fall from the Sky - 5:09
4. Bring the Hammer Down - 4:28
5. Unleash the Fire - 4:07
6. Land of the Rising Sun - 4:03
7. Kill ot Survive - 5:10
8. Return of the Outlaw - 3:52
9. Immortal - 4:22
10. Take Me Back - 4:26
11. Fight Fight Fight - 4:32
12. Until We Meet Again - 6:33
13. Thundersteele (live) - 4:24

## Formazione
- Todd Michael Hall - voce
- Nick Lee -  chitarra
- Mike Flyntz -  chitarra
- Don Van Stavern - basso
- Frank Gilchriest - batteria